# Rio Coxipó
O rio Coxipó é curso de água do estado de Mato Grosso, Região Centro-Oeste do Brasil. Nasce no Vale da Benção, município de Chapada dos Guimarães, e percorre 78,58 km até desaguar no rio Cuiabá, em Cuiabá. Sua bacia hidrográfica conta com 678 km².
Sua nascente e partes do rio e da bacia são protegidas pelo Parque Nacional da Chapada dos Guimarães. Nos primeiros quilômetros a jusante de sua cabeceira é alimentado por diversos mananciais menores, que aumentam sua carga. Em seguida despenca de uma altura de 80 metros, formando a Cachoeira Véu de Noiva, um dos principais atrativos do estado de Mato Grosso.

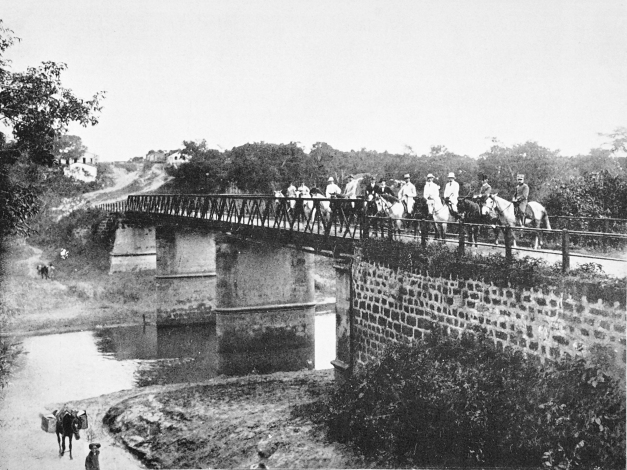
Ponte de Ferro do Coxipó em 1914

O manancial drena a zona urbana de Cuiabá antes de atingir sua foz, localizada na região do Horto Florestal. A origem da cidade e de localidades próximas está ligada à exploração da região por bandeirantes, a exemplo de Manuel de Campos Bicudo, que alcançou a área seguindo os cursos dos rios Cuiabá e Coxipó entre 1673 e 1682. Outro marco remanescente ao rio é a Ponte de Ferro do Coxipó, local por onde foram escoadas as riquezas naturais do estado.
Além da importância histórica e geográfica para Cuiabá o rio também abastece mais de 50 mil habitantes da capital mato-grossense, através da captação de água na estação de tratamento de água situada no bairro Tijucal. Por outro lado o curso também foi afetado negativamente pela urbanização, que resultou no desmatamento de suas margens em Cuiabá, mitigando a mata ciliar. Além disso o manancial sofre com o despejo irregular de lixo e esgoto em seu trecho urbano.